# Felix Cavaliere
Felix Cavaliere, född 29 november 1944 i Pelham, New York, är en amerikansk sångare, låtskrivare och keyboardist. Cavaliere är främst känd för sitt medlemskap i gruppen The Rascals under 1960-talet och fram till 1972. Han började dock sin bana som medlem i gruppen Joey Dee & the Starliters, känd för hitlåten "Peppermint Twist" 1962.
Cavaliere gav ut några soloalbum för bolagen Bearsville och Epic Records under 1970-talet utan att nå den stora publik han gjort som medlem av The Rascals. Sedan 1997 är han invald i Rock and Roll Hall of Fame som medlem av The Rascals. Han har vid några tillfällen under 2010-talet återförenats med originalupplagan av The Rasclas för en serie konserter.